# 境島村
境島村（さかいしまむら）とは、群馬県伊勢崎市の地名。郵便番号は372-0134。面積は3.87km2。

## 地理
- 伊勢崎市東南部の利根川沿岸に位置する。治水目的の河川改修により、地区は利根川を隔てて南北に分断され、埼玉県に接する地区南部は河川飛び地となっている。地区東部には深谷市横瀬地区の飛び地が存在する
- 利根川後背地という地理的条件から、農業が難しかったこともあり、地区では古くから養蚕が営まれた。明治期には田島弥平ら有力な養蚕農家、蚕種製造業者が現れ、蚕種を海外へ輸出するなど地区の養蚕業は繁栄を極めた。養蚕業衰退後の現在でも地区内の「島村養蚕業績之地」碑や、田島弥平旧宅をはじめとする養蚕農家群などから、かつての繁栄ぶりを窺い知ることができる。
- 東は境平塚、西は長沼町、埼玉県本庄市下仁手、小和瀬、南は埼玉県本庄市宮戸、深谷市横瀬、北は国領町、境小此木、境中島地区に接している。

### 河川
- 利根川
- 韮川

## 歴史
- 1889年（明治22年）4月1日 - 町村制施行により、佐位郡島村が成立。
- 1896年（明治29年）4月1日 - 佐位郡と那波郡の統合により佐波郡島村となる。
- 1955年（昭和30年）3月1日 - 境町、采女村、剛志村と合併し、佐波郡境町大字島村となり、境町の一大字となる。
- 2005年（平成17年）1月1日 - 境町が伊勢崎市、赤堀町、東村と合併し、伊勢崎市境島村となる。

## 世帯数と人口
2017年（平成29年）9月1日現在の世帯数と人口は以下の通りである。
| 大字   | 世帯数  | 人口    |
| ------ | ------- | ------- |
| 境島村 | 487世帯 | 1,239人 |

## 小・中学校の学区
市立小・中学校に通う場合、学区は以下の通りとなる。
| 番地 | 小学校             | 中学校               |
| ---- | ------------------ | -------------------- |
| 全域 | 伊勢崎市立境小学校 | 伊勢崎市立境南中学校 |

## 交通

### 公共交通機関
鉄道
- 最寄駅は東武伊勢崎線境町駅（直線距離約3.5km）および高崎線岡部駅（直線距離約4.7km）。

路線バス
- 伊勢崎市コミュニティバス あおぞら境シャトルバス（伊勢崎駅、境町駅へ連絡）
- 深谷市コミュニティバス くるリン北コース西循環（深谷駅へ連絡）
  - ※地区内は経由しないが、上武大橋南等の地区近隣バス停が利用可能。
- 本庄市バス 北循環東コース（本庄駅へ連絡）
  - ※地区内は経由しないが、小和瀬北等の地区近隣バス停が利用可能。土休日は運休。

### 廃止された公共交通機関
渡船（島村渡船）

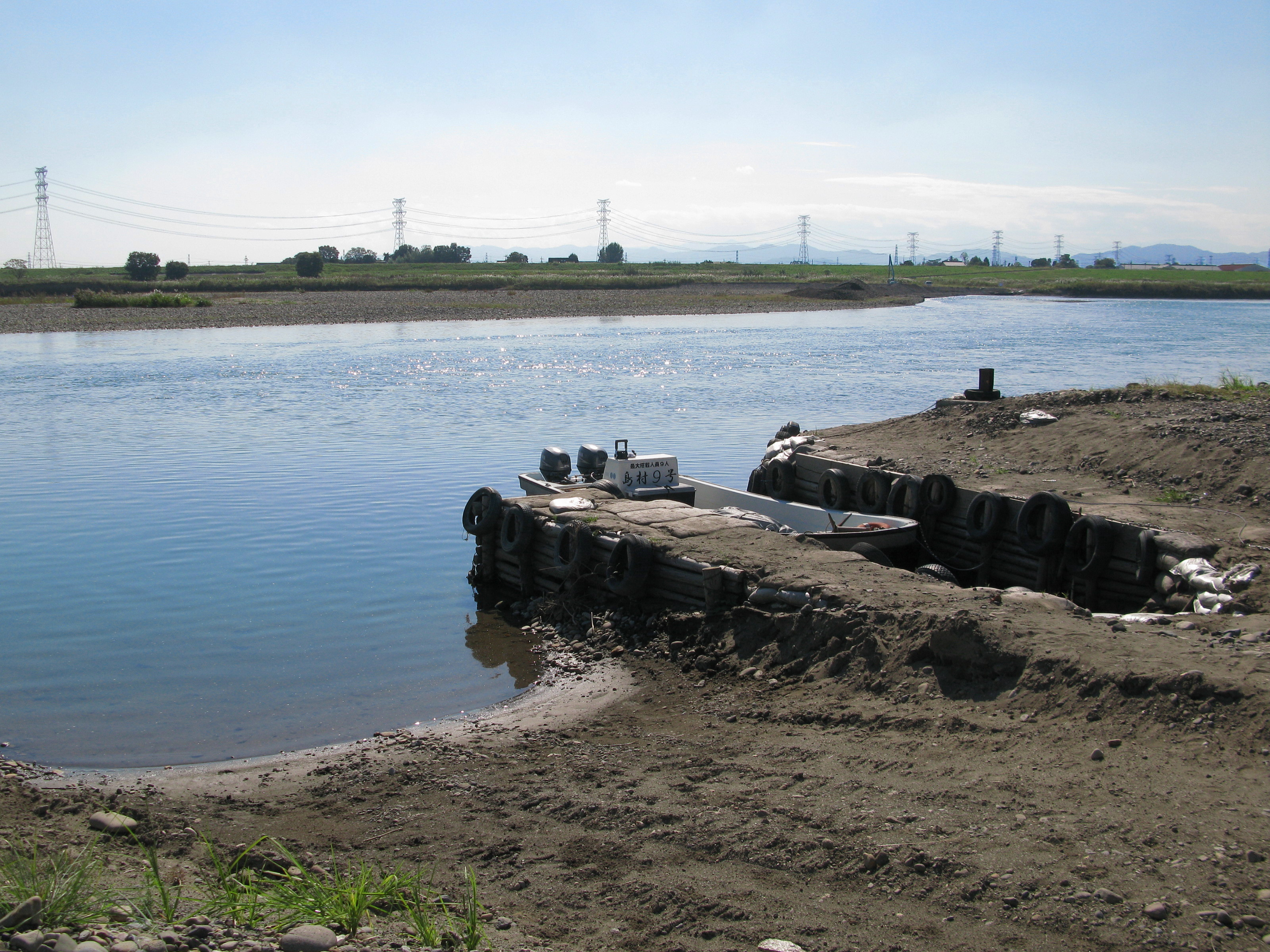
島村渡船

- 利根川に架橋されていないため、かつて群馬県道295号新地今泉線を代替する県営渡船が無料で運行され、2012年4月より利根川を横断する区間の市道移管に伴い渡船も市営に移管される。2019年10月の台風10号により施設等に甚大な被害を受け運休。2022年4月に廃止となった。[9]

### 道路
- 群馬県道295号境島村今泉線
- 埼玉県道・群馬県道258号中瀬牧西線

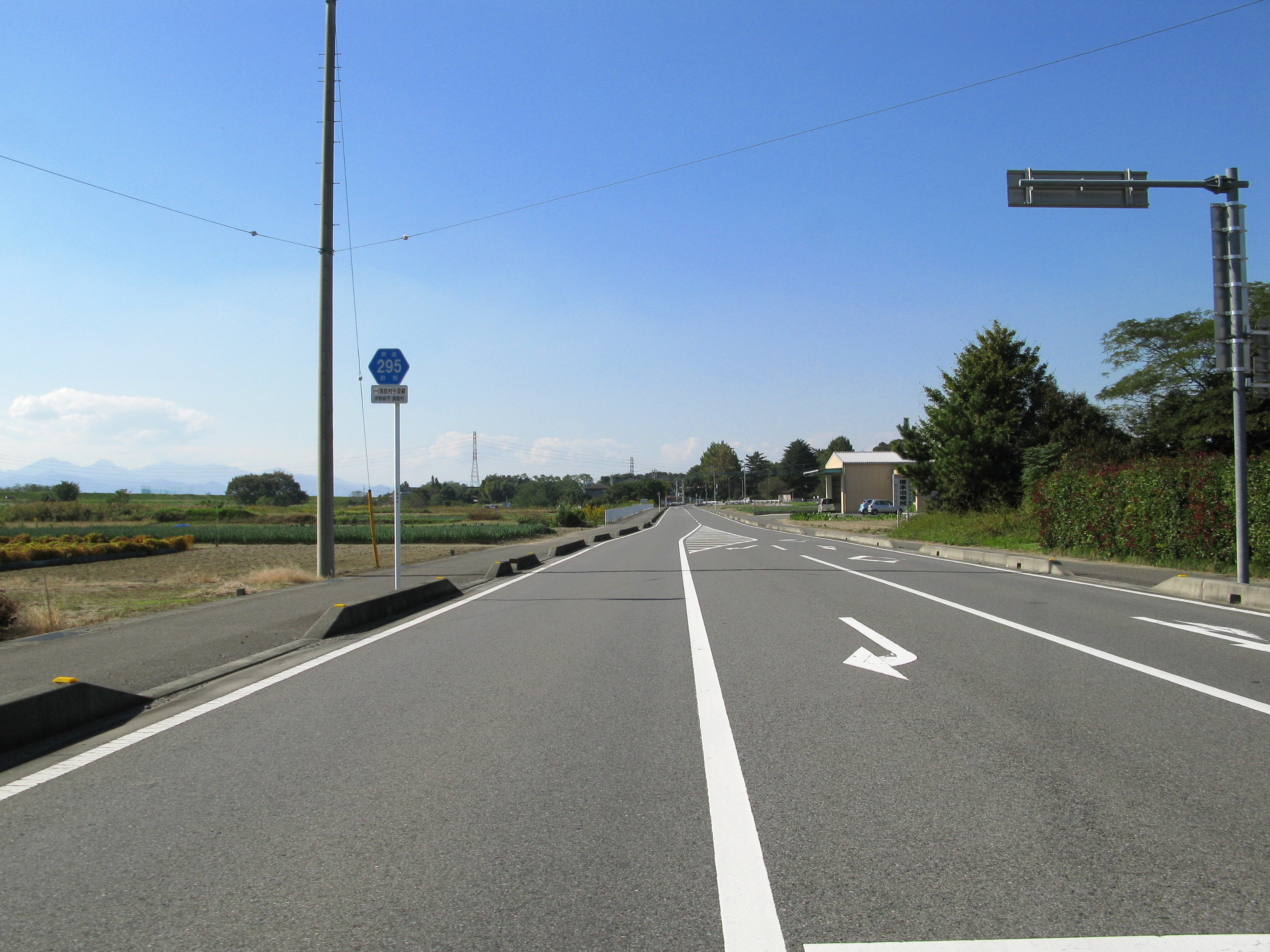
群馬県道295号境島村今泉線

- 群馬県道・埼玉県道259号新野岡部停車場線
- 群馬県道401号高崎伊勢崎自転車道線

## 地区内の主な施設
- 田島弥平旧宅
- 伊勢崎市立境島小学校(2015年度末に廃校)
- めぐみ保育園
- 境島村簡易郵便局